# Diatribe Recordings
Diatribe Recordings is een onafhankelijk Iers platenlabel, dat jazz en geïmproviseerde muziek uitbrengt. Het label werd in 1999 opgericht in Dublin. Vroege releases waren onder meer twee techno-albums. In 2007 verscheen een cd van jazzmusici, ZoiD Versus the Jazz Musicians of Ireland. Het label brengt nu jazz, hedendaags klassieke muziek, elektronische muziek en geïmproviseerde muziek uit (ook via digitale downloads) van Ierse musici of musici die in Ierland wonen. Het label wordt geleid door Daniel Jacobson, Nick Roth en Matthew Jacobson.
Musici en groepen die op het label uitkwamen zijn:
- Francesco Turrisi
- Ian Wilson
- Isabelle O'Connell
- Izumi Kimura
- Paul Roe
- ReDiviDeR
- Simon Jermyn
- Thought-Fox
- Tronix
- White Rocket
- Yurodny
- ZoiD